# Гёртемакер, Манфред
Манфред Гёртемакер (нем. Manfred Görtemaker; род. 28 апреля 1951, Гросольдендорф) — немецкий историограф.

## Биография
В 1969—1975 годах Гёртемакер изучал историю, политологию и публицистику в Вестфальском университете в Мюнстере, а затем в Свободном университете Берлина. Защитил докторскую диссертацию в 1977 году, хабилитировался в 1990 году. С 1992 года Манфред Гёртемакер является ординарным профессором Новой истории Потсдамского университета.
В 1975—1989 годах Гёртемакер работал научным ассистентом в Свободном университете Берлина. В 1980—1981 годах, как член Мемориала Джона Ф. Кеннеди, работал в Гарвардском университете и в 1982—1983 годах являлся приглашённым ассистент-профессором в Стэнфордском университете. В 1989—1990 годах Гёртемакер являлся членом Фонда Круппа при Институте исследований безопасности Запада и Востока в Нью-Йорке. Помимо преподавательской деятельности в Потсдамском университете Гёртемакер в 1994—1995 годах занимал должность проректора по учебной работе, а в 2001—2004 годах возглавлял Сенат университета. С 2014 года Гёртемакер вновь вошёл в состав Сената. Среди учеников Гёртемакера — Юрген Ангелов, Штефан Кройцбергер, Гельмут Р. Хаммерих, Дирк Хофман и Эрнст Пипер.
Гёртемакер являлся приглашённым профессором в Университете Дьюка в Северной Каролине в 1995 году и в Дартмутском колледже в Нью-Гемпшире в 1999 году. В 2005—2015 годах Гёртемакер неоднократно приглашался с лекциями в Болонский университет.
Женат на историке Хайке Гёртемакер.

## Труды
- Deutschland im 19. Jahrhundert. Entwicklungslinien. 3. Auflage. Leske und Budrich, Opladen 1989, ISBN 3-8100-0757-9.
- Geschichte der Bundesrepublik Deutschland. Von der Gründung bis zur Gegenwart, Beck, München 1999.
- Geschichte Europas 1850—1918. Kohlhammer, Stuttgart 2002.
- Thomas Mann und die Politik. S. Fischer, Frankfurt am Main 2005, ISBN 3-10-028710-X.
- Die Berliner Republik. Wiedervereinigung und Neuorientierung. be.bra Verlag, Berlin 2009, ISBN 978-3-89809-416-0.
- Manfred Görtemaker, Christoph Safferling (Hg.): Die Rosenburg. Das Bundesministerium der Justiz und die NS-Vergangenheit — eine Bestandsaufnahme. Vandenhoeck & Ruprecht, Göttingen 2013, ISBN 978-3-525-30046-6.
- Otto Braun. Ein preußischer Demokrat. be.bra verlag, Berlin 2014, ISBN 978-3-89809-116-9.
- Deutschland und der Westen. Gedanken zum 20.Jahrhundert. be.bra wissenschaft verlag, Berlin 2016, ISBN 978-3-95410-078-1.